# Jean-Pierre Knayer
Jean-Pierre Knayer, né le 5 novembre 1931 à Schiltigheim (Bas-Rhin) et mort le 23 juillet 2008 à Strasbourg, est footballeur français reconverti entraîneur.
Son fils, Didier Knayer, est aussi footballeur professionnel.

## Biographie
Il commence sa carrière en 1951 dans l'équipe B de Strasbourg. Il commence sa carrière professionnelle en 1952 au LOSC avec qui il devient vainqueur de la Coupe de France en 1953 et Champion de France en 1954.
À la fin de la saison il rejoint l'Olympique lyonnais qui vient d’être promut. En 1957, il part pour Toulouse, juste pour une saison, club qu'il quitte pour Sochaux de 1958 à 1961 avec qui il est finaliste de la Coupe de France.
Il arrive à Marseille en 1961. Il reste deux saisons dans la cité phocéenne.
Il part ensuite en Corse à l'AC Ajaccio, où il devient entraîneur joueur de 1963 à 1964 puis simple joueur de 1964 à 1966. Il met un terme a sa carrière en 1966.
En club, il dirigea le Maghreb de Fès (Maroc) de 1977 à 1983.

## Palmarès

### Joueur
- Championnat de France :
  - Champion : 1954

- Coupe de France
  - Vainqueur : 1953
  - Finaliste : 1959

### Entraîneur
- Championnat du Maroc
  - Champion : 1979 et 1983
  - Vice-champion : 1973, 1975 et 1978

- Coupe du Trône
  - Vainqueur' : 1980